# Fronteira Haiti–República Dominicana

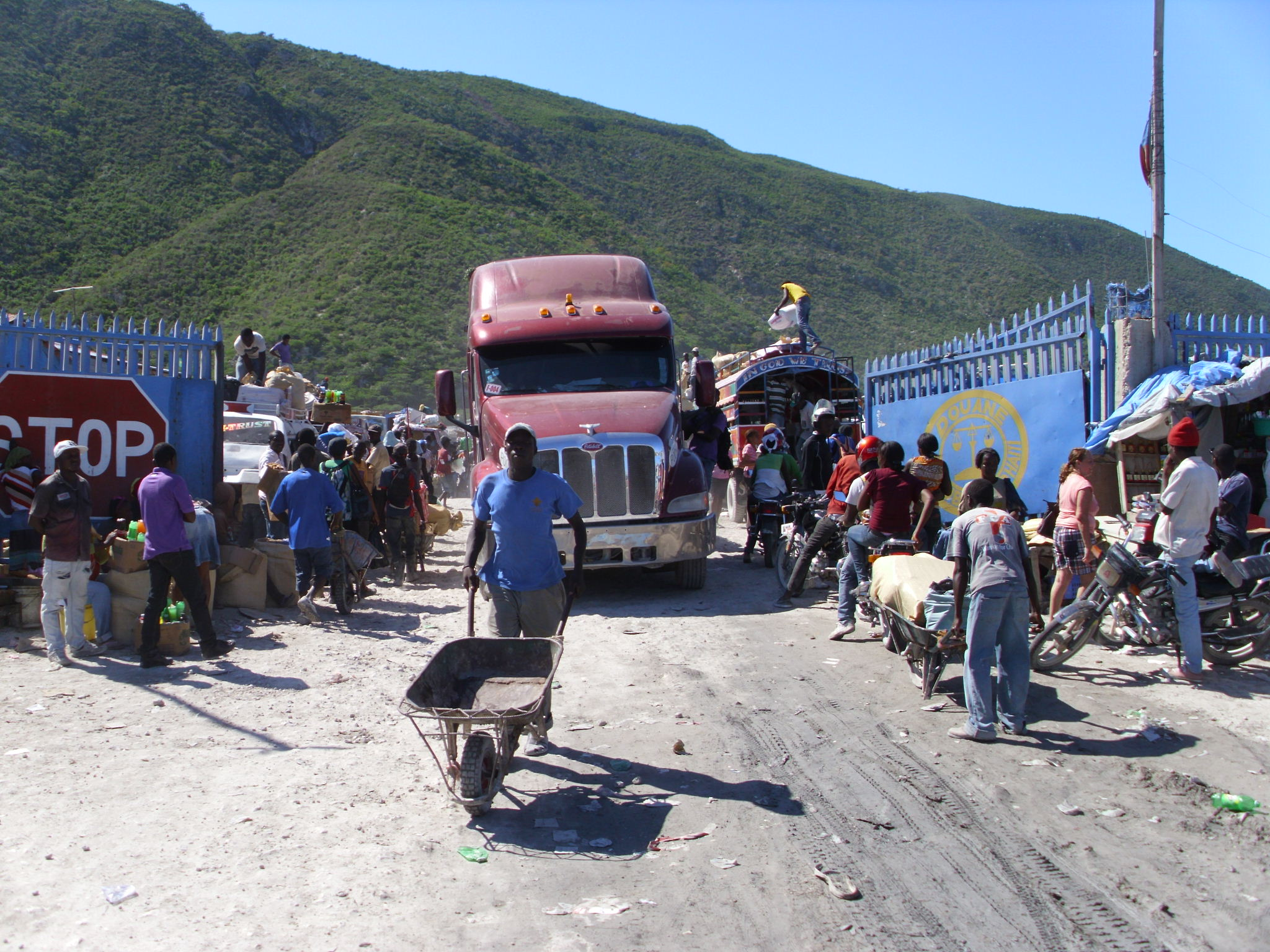
A fronteira em Jimani

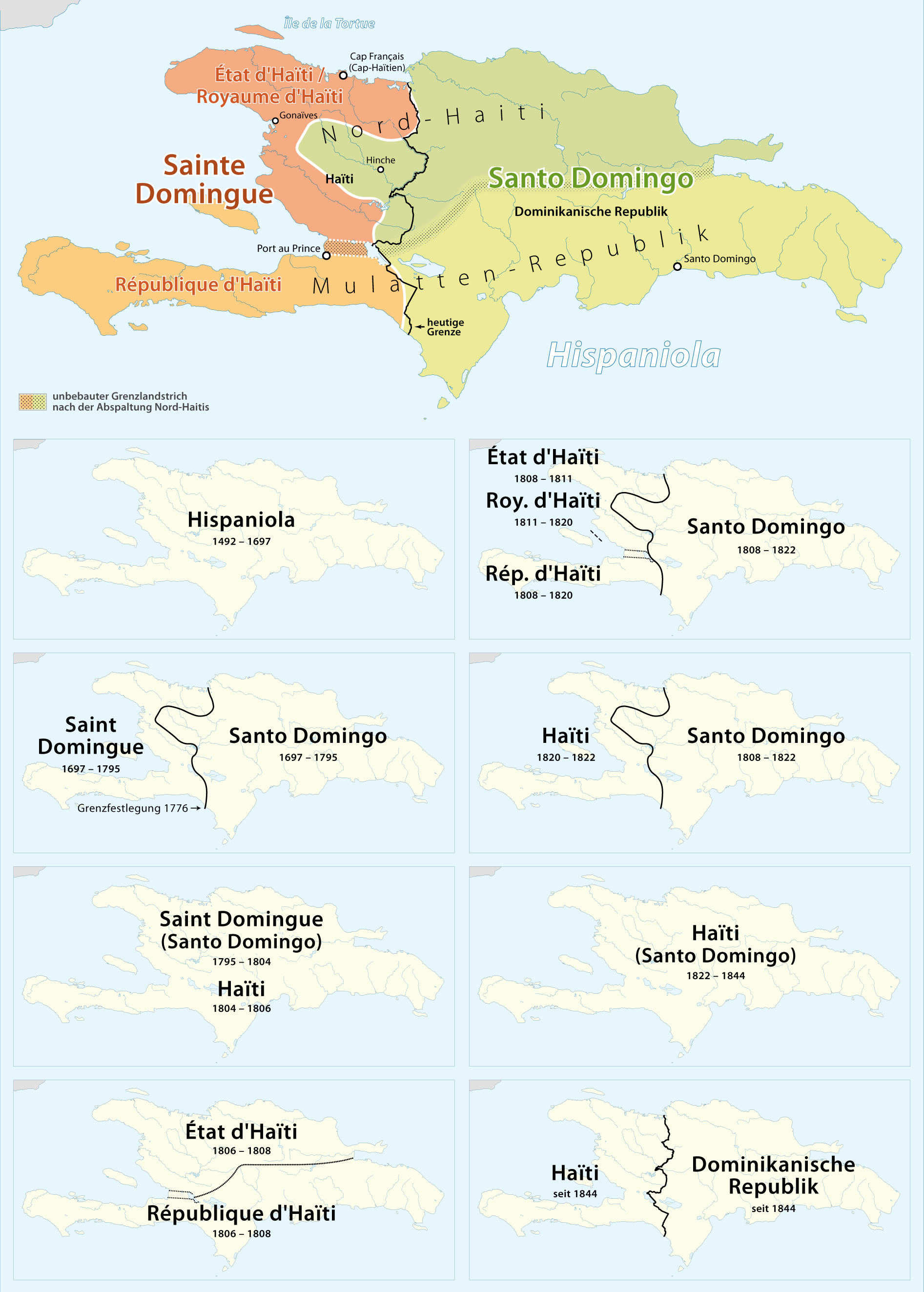
Mapa mostrando a evolução da fronteira.

A fronteira entre o Haiti e a República Dominicana é a linha que de 360 km de extensão, em sentido Norte-Sul, que separa o terço ocidental da Ilha de São Domingos. A oeste da fronteira situa-se o Haiti e a leste, a República Dominicana. A fronteira se estende entre os litorais norte e sul da ilha no Mar do Caribe. Divide a extensão da ilha, porém, a superfície da Rep. Dominicana é quase o dobro da do Haiti. É uma das duas únicas fronteiras terrestres de toda a região do Caribe, juntamente com a fronteira entre a França e os Países Baixos na ilha de São Martinho. (Jesus)
Separa (N-S) os departamentos haitianos do Nordeste, Centro, Oeste e Sul das províncias dominicanas de Monte Cristi, Dajabón, Elías Piña, Independencia e Pedernales.
Foi fixada por diversos acordos e tem o seguinte trajeto: foz do rio Massacre, segue esse rio e depois o rio Capolitte. Passa por Bois-Pins, segue o rio à-Ténèbres, depois a estrada internacional, o rio Artibonite, até ao rio Macassia. Segue esse rio até San Pedro e o forte Cachiman, cortando depois o rio Los Índios na direção do lago Azuei (Lagoa Enriquito - Haiti). Passa nas localidades de Maré Citron, Gros Mare, desce os Pedernales até à sua foz em  Anse-à-Pitres.

## História
Em 1937, por instigação do presidente Trujillo, o exército dominicano empreendeu uma limpeza étnica contra haitianos estabelecidos no lado dominicano da fronteira. Trujillo temia que a pressão demográfica exercida pelos haitianos localizados na área de fronteira acabasse por colocar em risco a integridade territorial do país. Aproximadamente 20.000 haitianos foram mortos.
Em 27 de abril de 2020, a República Dominicana anuncia pela voz de seu presidente Luis Abinader  que iniciará a construção de uma cerca ao longo de seus 376 quilômetros de fronteira com o Haiti para conter a imigração ilegal e o comércio ilícito com este país.